# IC 2448
IC 2448 је планетарна маглина у сазвјежђу Прамац која се налази на листи објеката дубоког неба у Индекс каталогу.
Деклинација објекта је - 69° 56' 29" а ректасцензија 9h 7m 6,5s. Привидна величина (магнитуда) објекта IC 2448 износи 10,4 а фотографска магнитуда 11,5. IC 2448 је још познат и под ознакама PK 285-14.1, ESO 61-PN1, AM 0906-694, CS=14.0.